# Розетта Батарда-Фернандіш
Розетта Мерседіш Сарайва Фернандіш (порт. Rosette Mercedes Saraiva Fernandes; до шлюбу — Батарда (Batarda); 1 жовтня 1916, Редонду — 28 травня 2005, Алентежу) — португальська жінка-ботанік.

## Біографія
Народилася 1 жовтня 1916 року в містечку Редонду в Алту-Алентежу. У 1928 році вступила до Ліцею імені Марії Амалії Ваз ді Карвалью, в 1941 році закінчила природниче відділення Лісабонського університету. Незабаром познайомилася з Абіліу Фернандішем (1906—1994), з яким одружилася. Розетта і Абіліу оселилися у Коїмбрі, де Абіліу очолив музей Коїмбрського університету.
Розетта і Абіліу Фернандіш брали участь у багатьох наукових експедиціях, в тому числі в експедиції Університету Лоренсу Маркіша до Мозамбіку.
У період з 1944 по 1991 роки Розетта Батарда-Фернандіш взяла участь у 41 ботанічній конференції. Її авторству належать понад 250 наукових публікацій з ботаніки, етноботаніки, цитології та історії ботаніки. Зокрема, вона була автором обробок кількох родів рослин для фундаментальних монографій Flora Iberica і Flora Europaea.
Розетта Батарда-Фернандіш померла 28 травня 2005 року.

## Деякі наукові праці
- Fernandes, R.B. Estudos nas Anacardiaceae africanae. — Lisboa, 1966. — 216 + 133.
- Fernandes, R.B. Vocabulário de termos botânicos. — 1972. — 292.
- Fernandes, A.; Fernandes, R.B. Iconographia selecta florae Azoricae. — Conimbriga, 1980—1983.

## Деякі види рослин, названі на честь Р. Фернандіш
- Chironia fernandesiana Paiva & I.Nogueira, 1990
- Marsilea batardae Launer, 1983
- Sebaea fernandesiana Paiva & I.Nogueira, 1990